# Prognorisma albifurca
Prognorisma albifurca là một loài bướm đêm trong họ Noctuidae.